# アンナ・ナホフスキー

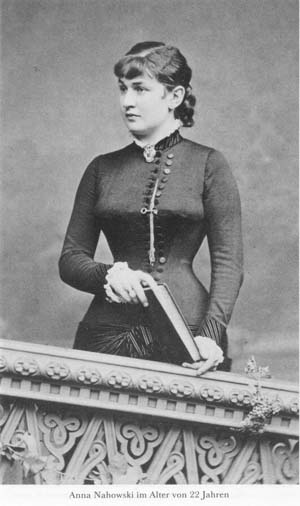
アンナ・ナホフスキー

アンナ・ナホフスキー（Anna Nahowski，1860年-1931年）は、オーストリア皇帝フランツ・ヨーゼフ1世の愛人として知られる人物である。

## 生涯
1860年に籠職人であるフランツ・ノヴァクの娘として誕生。彼女は15歳で絹工場の主人ヨーハン・ホイドゥクと結婚した。やがて彼との間に娘が生まれたが､夫はならず者の遊び人でアンナをいつもほったらかしにしていたため、早々に離別していた。

### 皇帝との出会い
1875年5月8日の早朝、小間使いの娘と共にシェーンブルン宮殿の庭園を散歩していた。そして、そこで皇帝フランツ・ヨーゼフと運命的な出会いをした。フランツ・ヨーゼフ（当時45歳）は、若く無邪気な彼女に一目で心を奪われた。後にアンナが書いた日記によれば、彼はアンナを見ると驚いたように彼女をじっと見つめ、見飽きる事がなく、何度も何度もアンナの方をふり返ったという。（ただしこの日記は美化されている可能性が極めて高い）
以来皇帝はあらゆる機会をとらえて、アンナに会おうとする。アンナの日記に「私の生涯で最良の日」と記されている同年の6月24日、彼から初めて「こまめに散歩に出ますね」と話しかけられたという。その年のうちにアンナは皇帝の愛人となった。フランツ・ヨーゼフ帝は、アンナの夫が旅行好きなのを知り、2人の関係をうまく続けられるように彼女に高額の金を渡すようになった。1879年の9月、アンナの夫が長らくウィーンを離れている間、フランツ・ヨーゼフは彼女に住居を訪れてもよいかと尋ね、彼女はこれを承諾した。これ以後、フランツ・ヨーゼフの訪問は規則的になった。結局、アンナは夫と正式に離婚した。

### 二度目の結婚・出産、皇帝との別れ
皇帝の愛人でありながら、ビアラ（現ポーランド領）の市長の息子で帝国・王国南部鉄道会社の吏員のフランツ・ナホフスキーの愛人になった。アンナがナホフスキーの子を妊娠すると、フランツ・ヨーゼフは彼女の結婚に同意した。結婚後ナホフスキーはたびたびウィーンから離れた遠隔地へ転勤させられるようになった。皇帝は2人の関係を続けるのにさらに都合が良いように、1883年の秋、アンナに5万グルデンという大金を渡し、彼女はシェーンブルン宮殿の真向かいに邸宅を購入した。彼は大抵朝5時以前に彼女の邸を訪れたが、1時間以上いることは滅多になかった。アンナは何度か流産した後、1885年7月29日に女児ヘレネ（アルバン・ベルクの妻）を出産した。
2人の関係は長年続いたが、1886年になるとフランツ・ヨーゼフは、エリーザベト皇后から紹介された舞台女優カタリーナ・シュラットに心が移り始めていった。アンナは絶望しシェーンブルン宮殿の庭園で2人がいる所に忍んできた。これは皇帝を立腹させたが、ひるまず非難し釈明を求めた。彼は変心を否定したが、フランツ・ヨーゼフの訪れは間遠になっていった。
しかし1889年1月30日、ルドルフ皇太子が情死事件を起こしたとき、皇帝の精神的支えとなったのはカタリーナだった。これが皇帝にアンナとの別れを決心させ、事件後間もなくアンナは宮内庁長官フリードリヒ・フォン・マイル男爵によって王宮内の事務所に呼ばれ、彼からフランツ・ヨーゼフの2人の関係を終わらせたいという意向を伝えられた。彼女はこのような形で別れを告げられる事に納得いかず、皇帝との面会を男爵に要望するが拒絶され、結局大金を新たにもらうことで示談に応じた。1889年の3月14日、以降皇帝との出会いに関していついかなる時も他言しない事を文書で確約した。しかし1889年にアンナが男児フランツ・ヨーゼフを出産すると、皇帝は彼の息子と思われるこの同名の男児に自分の若い頃の肖像画が彫り込まれた時計を贈った。

### その後
ヘレネの後の証言によると、アンナが皇帝と別れて数年が経った後、彼女とヘレネ、弟フランツ・ヨーゼフが自宅へ戻る時に馬車に乗った皇帝とすれ違った際、彼はかぶっていた帽子を取り、ずっと後ろを向いたまま3人をじっと見つめていたという。
彼女は1918年のフランツ・ヨーゼフ帝の崩御のずっと後も彼を悼み続け、アンナの寝室には亡くなるまでずっと、枠付きの喪章が付いたフランツ・ヨーゼフ像が掛かっていた。1931年、アンナは71歳で死去した。
なお息子フランツ・ヨーゼフは幼い頃からひどい神経障害に苦しみ、アム・シュタインホーフ精神病院に入院した後、1942年に姉のヘレネに看取られて死去した。